# 村木幸星
村木 幸星（むらき こうせい、1976年 - ）は、日本のDJ、音楽プロデューサー、イベントオーガナイザー、グラフィックデザイナー。
ハードコアテクノを中心とした過激な電子音楽シーンにおいて活動しており、自身が主宰するレーベル「Superbad MIDI Breaks」は、日本国内外のアンダーグラウンドシーンで注目を集めている。

## 経歴
青森県八戸市出身。1995年3月に上京後、渋谷や高円寺の中古シンセサイザーショップで勤務しながら、ハードウェア機器への理解を深める。
1996年に自身初のパーティーを開催して以降、東京のアンダーグラウンドシーンでDJ・オーガナイザーとして活動。当初から既存の文脈に依存しない独自の審美眼によるイベント構築を行い、国内エクストリームミュージックシーンに影響を与えてきた。
1995年12月8日、新宿AUTOMATIXで開催された「MEGALOANIMA」にて初ライブを行った（本人による証言によれば出演していたが、フライヤーには名前の記載はない）。
その後、1996年6月21日には自身主催のイベント「FIST OF FURY」にて、幡ヶ谷heavysickでのライブを行っている。会場は東京・幡ヶ谷heavysick。この時すでに同会場の毎週水曜日レジデントDJを務めており、当時の活動を示す貴重な記録として、ライブパフォーマンス映像も現存している。なお、この映像は、本人が深く敬意を抱く人物であり、日本のガレージパンクバンド「Teengenerate」の元メンバーでもあるSuckによって撮影された。
2000年には、Caustic Window（Aphex Twinとして知られるRichard D. Jamesの別名義）、Grant Wilson-Claridge、Russell Haswellらが出演したRephlex Records主催のイベント「Rephlex Disco Assault Systems inc.」にDJとして参加。国内アンダーグラウンドにおける同イベントは、彼のキャリア初期における重要な出演歴のひとつとなった。
2003年には自身のレーベル「Superbad MIDI Breaks（SBMB）」を設立。翌2004年からは自前のサウンドシステムを用い、代々木公園前の路上でストリートレイヴを展開。警察に囲まれる状況下でも演奏を止めずに続行するなど、商業的な枠組みにとらわれない自由で過激な音楽表現を実践した。この活動は、SBMBの思想的核として現在まで受け継がれている。
2005年、Kousei Muraki名義でCDr作品『Superbad Midi Breaks』をリリース。このリリースはSuperbad MIDI Breaks初のリリースでDiscogsにも記録されている。
2006年と2007年には、Underground Resistance（UR）メンバーであるSuburban KnightおよびDJ Buzz Goreeの来日ツアーを、Superbad MIDI Breaks主催で開催。自身も出演を果たし、URの思想的アティチュードと音楽性を日本のアンダーグラウンドに接続する試みとして高く評価された。
2010年には、日本のブレイクコア専門レーベル兼ショップ「ELECTRO VIOLENCE」の閉店に際し、クロージングパーティーを開催。この活動は、村木がブレイクコアシーンにおいて早期から関わっていたことを示すものとなった。
2012年からはハードコアイベント「TOTAL DESTRUCTION」を主催。2019年までに21回開催され、毎回海外ゲストを招聘。これまでにLENNY DEE、MIKE DRED、DROKZ、THE OUTSIDE AGENCY、UNEXIST、DRUMCORPS、ROB GEEなど数十名に及ぶ多数のアーティストが出演している。
2015年、オランダ・エールセルで開催されたDominator Festival（Art of Dance / Q-dance主催）に日本人DJとして初めて出演。彼の地元紙である『デーリー東北』にも大きく取り上げられた。

2016年にはドイツ・ベルリンで開催された「Trash n Core」に出演。
2017年にはオランダ・ハールレムで開催された「Hardcore Trapped In Eternity」に、Kousei Sbmb Muraki名義で出演。同年には、オランダ・アムステルダムに拠点を置くラジオ局 Gabber.fm の番組「ISR Radio June」に出演し、番組内では日本のハードコアシーンにおける活動や、Superbad MIDI Breaks、TOTAL DESTRUCTIONの実績について紹介された。
2018年には台湾・台北のライブハウスPIPEにて開催されたイベント「Orient Gangsta」に、Kousei Muraki名義で出演。SBMBクルーとしての共演も行われた。同年には、スイス・チューリッヒで開催されたエクストリーム系イベント「Jesus Was A Zombie 4」にも出演。また同年には、イタリア・ローマのEVOL CLUBにて開催予定だったPRSPCTイベント「XTRM」への出演も予定されていたが、現地クラブ側の都合により中止となった。
2020年にはコロンビア・ボゴタで開催予定だった「FIGHT Hardcore Festival」への出演が決定していたが、新型コロナウイルス感染症の影響によりイベントは中止となった。
2022年には、Superbad MIDI Breaksのサブレーベルとして「SBMB BLACK MARKET」を立ち上げ、バイナルリリースを開始。同年には『SBMB PROPAGANDA VOL.1』をリリースし、フィジカルメディアを通じた新たな表現軸を提示した。
2023年からは台湾・台北にて、自身が主催するハードコアイベント「NO FAITH」を継続的に開催し、台湾国内のエクストリームミュージックシーンに寄与している。NO FAITHにはエナジードリンク台湾国内シェア1位のPAOLYTAが協賛しており、オリジナルカクテルやコラボTシャツの制作も行われた。
また、PIONEER DJ Taiwanや台風造酒も2025年5月開催の回に協賛している。
現在は主にDJとして活動しているが、近年はイギリスのアーティストSADISTICIANとの共作リリースをSBMBから計画しており、限定的にトラックメイクに再び取り組む動きも見られる。
また、2006年から2011年にかけては映像制作を本業とし、多数の過激な映像作品の企画プロデュースを行なった。作品の性質上、出典を示すことが難しいが、一部作品は倫理上の問題から発禁寸前に至るなど、ジャンルや倫理観を越えた文化的インパクトを残した。海外では「Definitely one of the most bizarre yet ridiculous movie ever made in the Japanese adult industry.」と評されることもあり、日本のクレイジーカルチャーの一つとして多数の海外コミュニティで話題となった。
WASTE DESIGN TOKYO名義でグラフィックデザイン活動も行っており、Superbad MIDI Breaksをはじめとするイベントやリリース作品のアートワーク、フライヤー制作を一貫して手がけている。独学によるアウトサイダー的アプローチで磨かれたそのスタイルは、音と同様に自己の美学を視覚的に表現するものであり、国内外のシーンにおいて独特の存在感を放っている。そのビジュアル表現は、Superbad MIDI Breaksの世界観を視覚面からも強固に支えている。

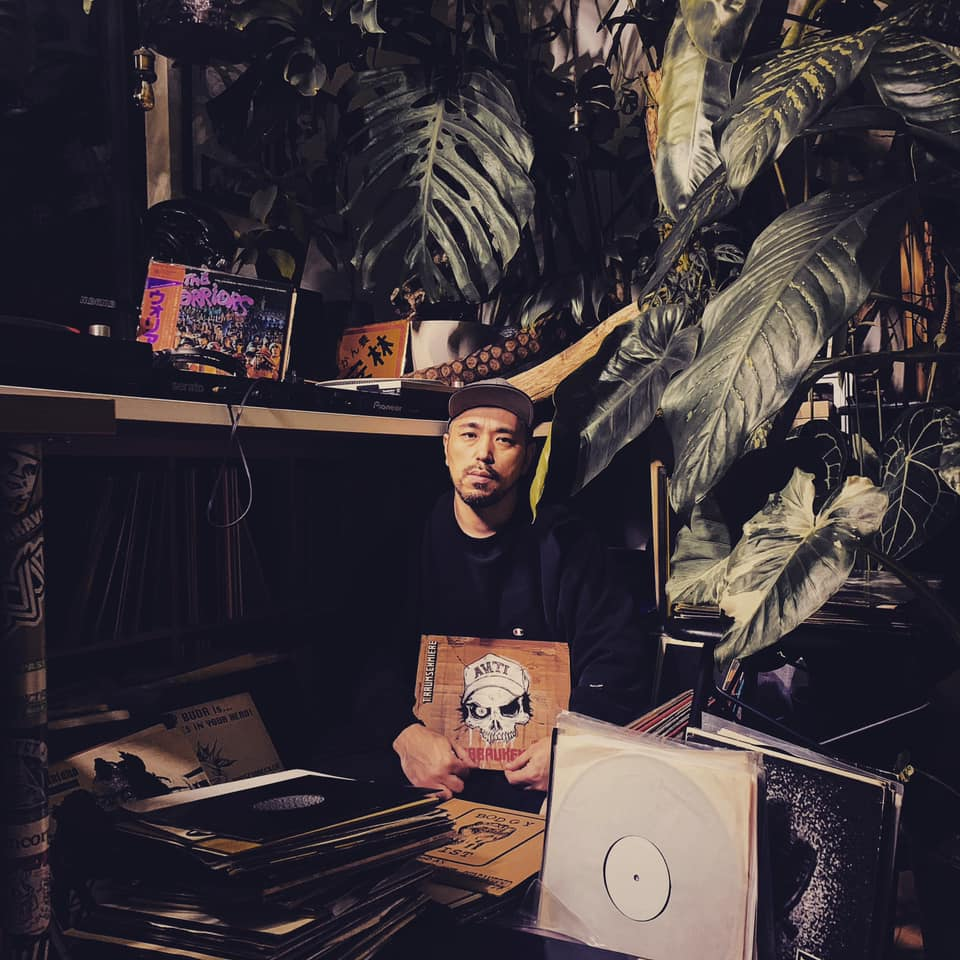
自室にて。大量のレコードと共に

また、活動の拠点でもある自室は、2020年に主婦の友社の書籍『「自宅オフィス」のととのえ方』に「KOUSEI MURAKI」名義で紹介された。